# Jaskinia Narożna
Jaskinia Narożna, Schronisko w Trzebniowie II, Jaskinia w Trzebniowie II – jaskinia na Wyżynie Częstochowskiej w obrębie Wyżyny Krakowsko-Częstochowskiej. Administracyjnie należy do wsi Trzebniów w województwie śląskim, w powiecie myszkowskim, w gminie Niegowa.

## Opis obiektu
Znajduje się w skale na wzniesieniu Góra. Przez wspinaczy skalnych skała ta nazwana została Mechatą. Ma kształt prostokątnej litery C, a znajdujący się w jej środku cyrk to tzw. Sala bez Stropu – komora jaskiniowa, w której zawalił się strop i obecnie jest ona od góry otwarta. Otwarte od góry wejście do Sali bez Stropu znajduje się w jej południowej części. Ponadto z sali tej wychodzi kilka innych otworów jaskini.
Jaskinia Narożna ma 10 otworów. Największy, północno-wschodni, ma kształt nieregularnego trójkąta o wymiarach 3,3 × 2 m. Ciągnie się za nim 4,5-metrowej długości myty korytarz, który przebija skałę na wylot i południowo-zachodnim otworem uchodzi do Sali bez Stropu. Zaraz obok niego jest drugi otwór oddzielony filarkiem. Prowadzi od niego drugi korytarz, który również przebija skałę na wylot i zakończony jest otworem północnym. Pomiędzy tymi korytarzami istnieje połączenie. Spąg obydwu korytarzy aż do filarka jest skalisty, w pobliżu otworów próchniczny.
Oprócz dwu wyżej opisanych otworów z Sali bez Stropu wychodzą jeszcze trzy inne. W kierunku południowo-wschodnim na pionowej szczelinie, na wysokości 2 m nad dnem jaskini jest szczelinowy otwór korytarza w kształcie wydłużonego trójkąta o wysokości 2 m i szerokości u podstawy 1 m. Kontynuuje się on szczeliną ku górnej powierzchni skały. Na jego dnie jest próchniczne namulisko.
W południowej części sali jest ładnie myty, o gotyckim profilu otwór o wysokości 2,5 m wysokości i szerokości 1,3 m. Ciągnie się za nim korytarz o gruszkowatym kształcie, wysokości 1–2 m i szerokości 0,5–1 m przy dnie. Po zawaleniu się stropu Sali bez Stropu jest on odrębną jaskinią, przyjęto jednak, że jest on nadal częścią Jaskini Narożnej. Po około 10 m korytarz rozwidla się: na wprost, za skrajnie trudnym zaciskiem biegnie ciasny korytarzyk o długości 5 m, szerokości 0,3–0,4 m i wysokości 0,5–0,8 m, zakończony szczeliną zbyt ciasną dla człowieka. Natomiast w prawo biegnie meandrujący korytarzyk. Zaraz za rozwidleniem w stropie jest dwumetrowej wysokości 2 m wysokości kominek doprowadzający do korytarzyka, który po 2,5 m wypada z powrotem do meandra, poprzez 1,7-metrowy próg. Coraz ciaśniejszy meander biegnie jeszcze przez dalsze 7 m, kończąc się niewielkim rozszerzeniem zalanym polewą kalcytową. W stropie odchodzi od niego do góry jeszcze jeden ciasny kominek o wysokości 3 m. W początkowej części meandra namulisko jest próchnicze, dalej gliniasto-piaszczyste i gliniaste.
Z Sali bez Stropu w kierunku zachodnim wychodzi jeszcze jeden, ciasny, trójkątny otwór o wysokości 1,3 m i szerokości 0,5 przy spągu. Za nim jest 3,5-metrowy korytarzyk, utworzony na pęknięciu, które uległo nieznacznemu krasowemu rozmyciu.
Jaskinia Narożna ma jeszcze górne piętro. Wlot do niego znajduje się w północnej części Sali bez Stropu powyżej największych otworów. Prowadzą do niego dwa otwory: jeden znajduje się na pionowej ścianie Sali bez Stropu na wysokości 2,5 m, drugi znajduje się 1 m za wejściem do korytarza, 3 m nad jego spągiem. Piętro to tworzy silnie opadająca rura o długości 3 m i średnicy 0,5 m oraz niedostępna szczelina, która łączy się z 3-metrowej długości kolistym meandrem o średnicy 0,3–0,7 m. Meander ten uchodzi na wysokości 2 m do korytarza w pobliżu północno-wschodniego otworu jaskini. Namuliska w pięterku brak.
Jaskinia powstała w późnojurajskich wapieniach skalistych w wyniku procesów krasowych. Płynęła nią pod ciśnieniem woda odwadniająca taras pomiędzy Mechatą a skałą ze Schroniskiem w Ostańczyku. Sala bez Stropu i korytarz na jej przedłużeniu powstały wskutek pęknięcia skał. Później jaskinia modelowana była wodami strefy wadycznej. W jaskini są tylko nieliczne nacieki w postaci zwietrzałych grzybków naciekowych.
Południowa część jaskini ma własny, typowo jaskiniowy mikroklimat. Część północna jest sucha widna i przewiewna. Wewnątrz występują nieliczne pająki sieciarze jaskiniowe Meta menardi, bezskorupowe ślimaki i pomrowy. Okolice otworów porastają glony.
Po raz pierwszy jaskinię zinwentaryzował Kazimierz Kowalski w 1951 r. jako „Schronisko w Trzebniowie II”. Plan i dokumentację opracował M. Czepiel w kwietniu 2001 r.

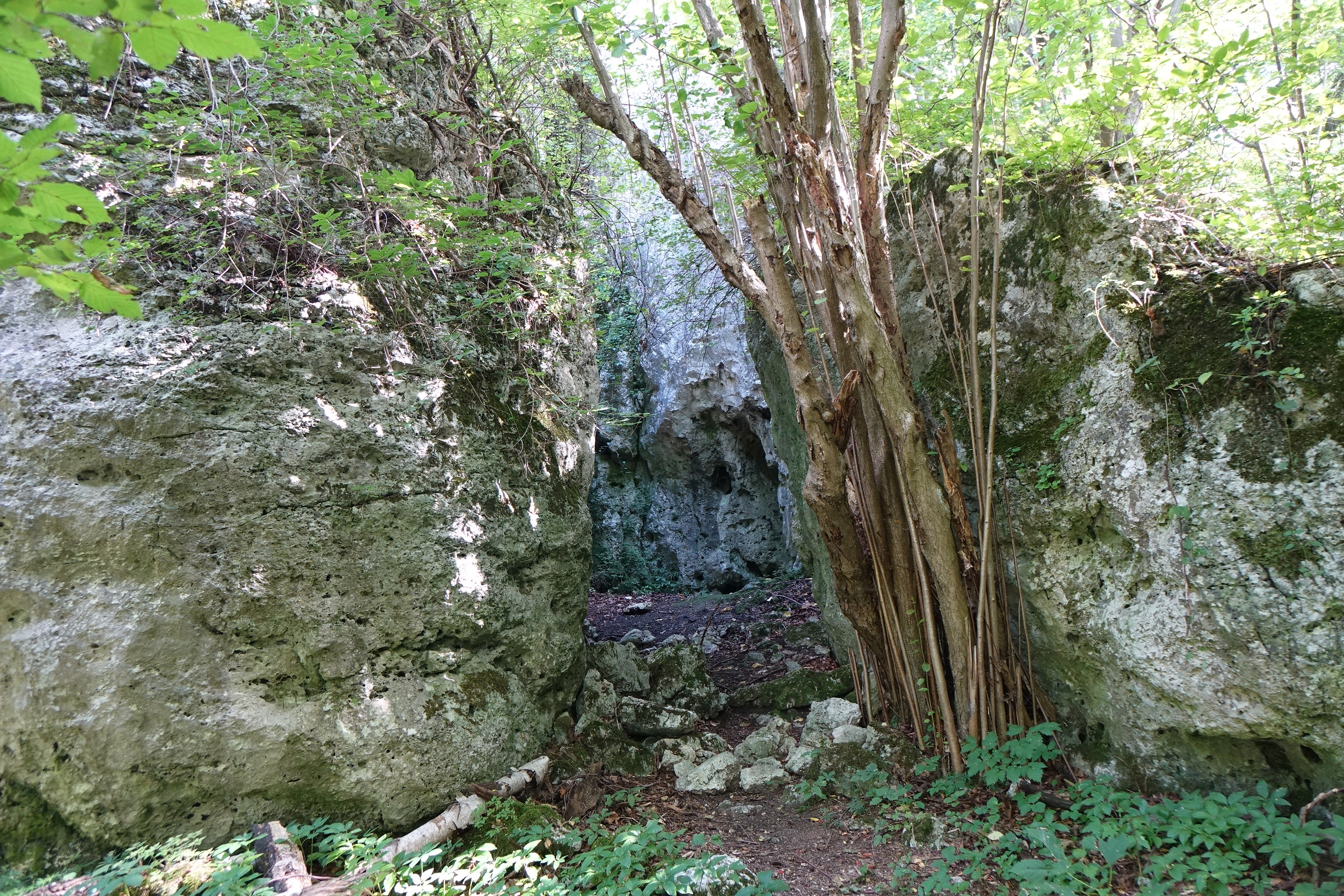
Wejście do Sali bez Stropu
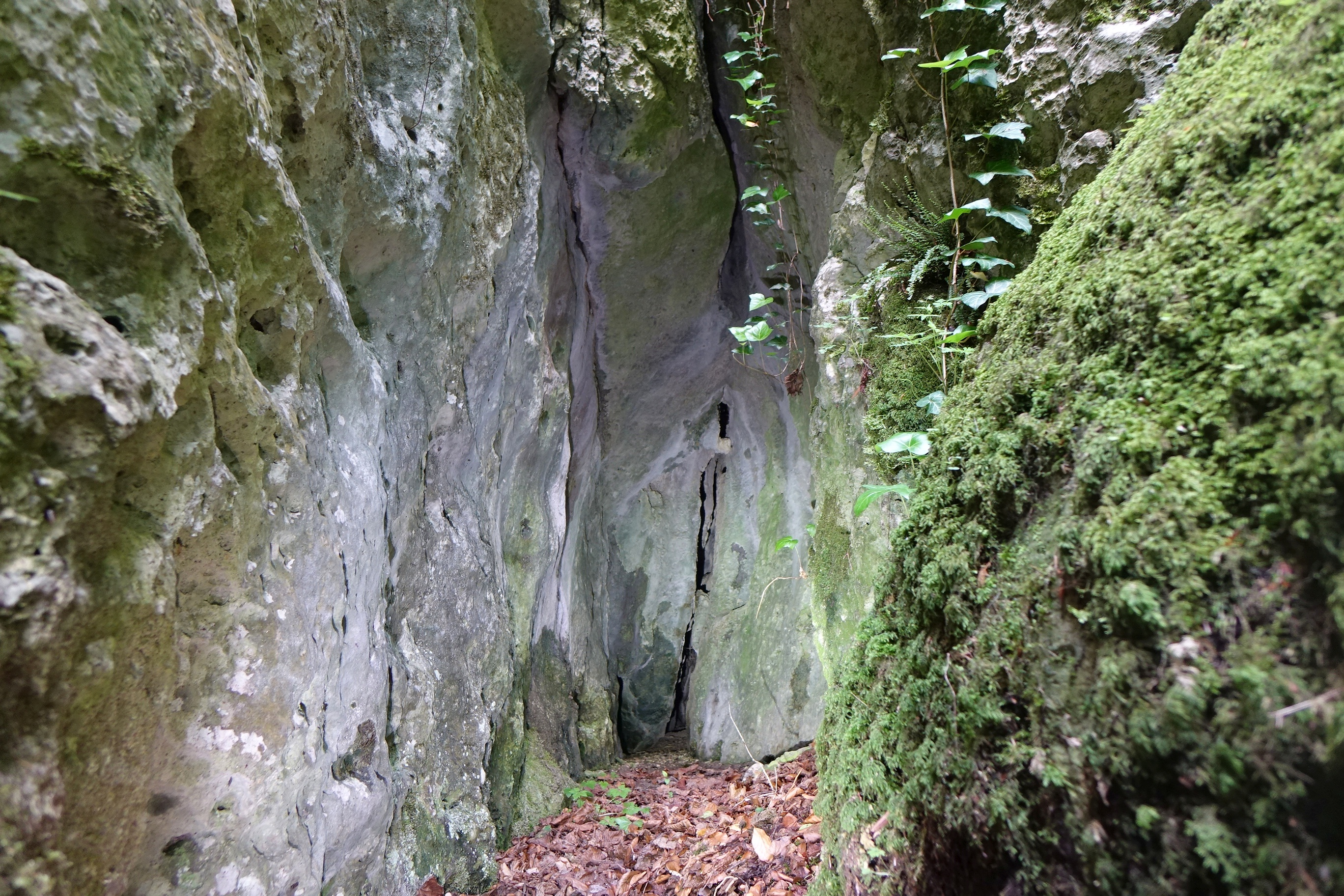
Sala bez Stropu
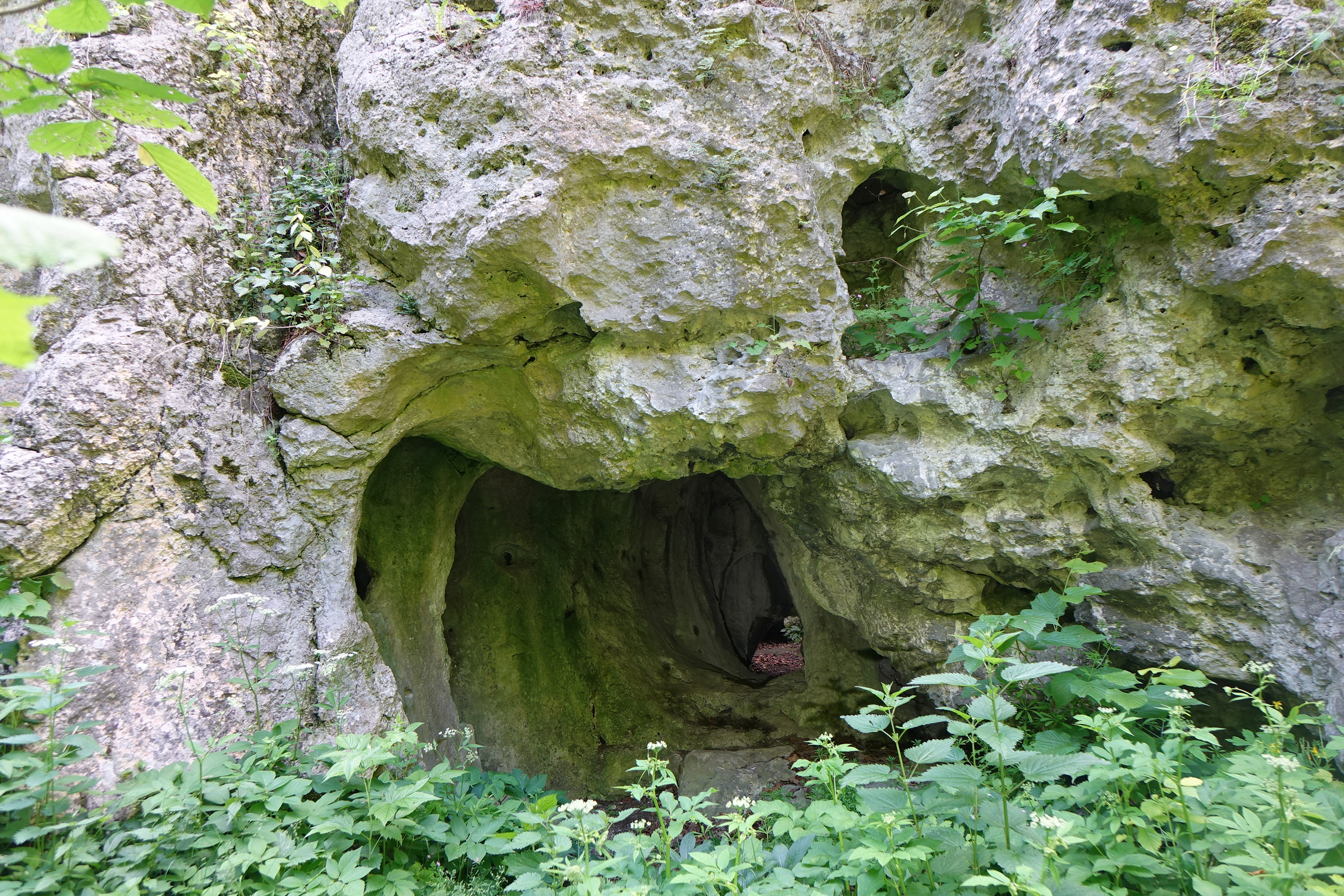
Otwór północno-wschodni
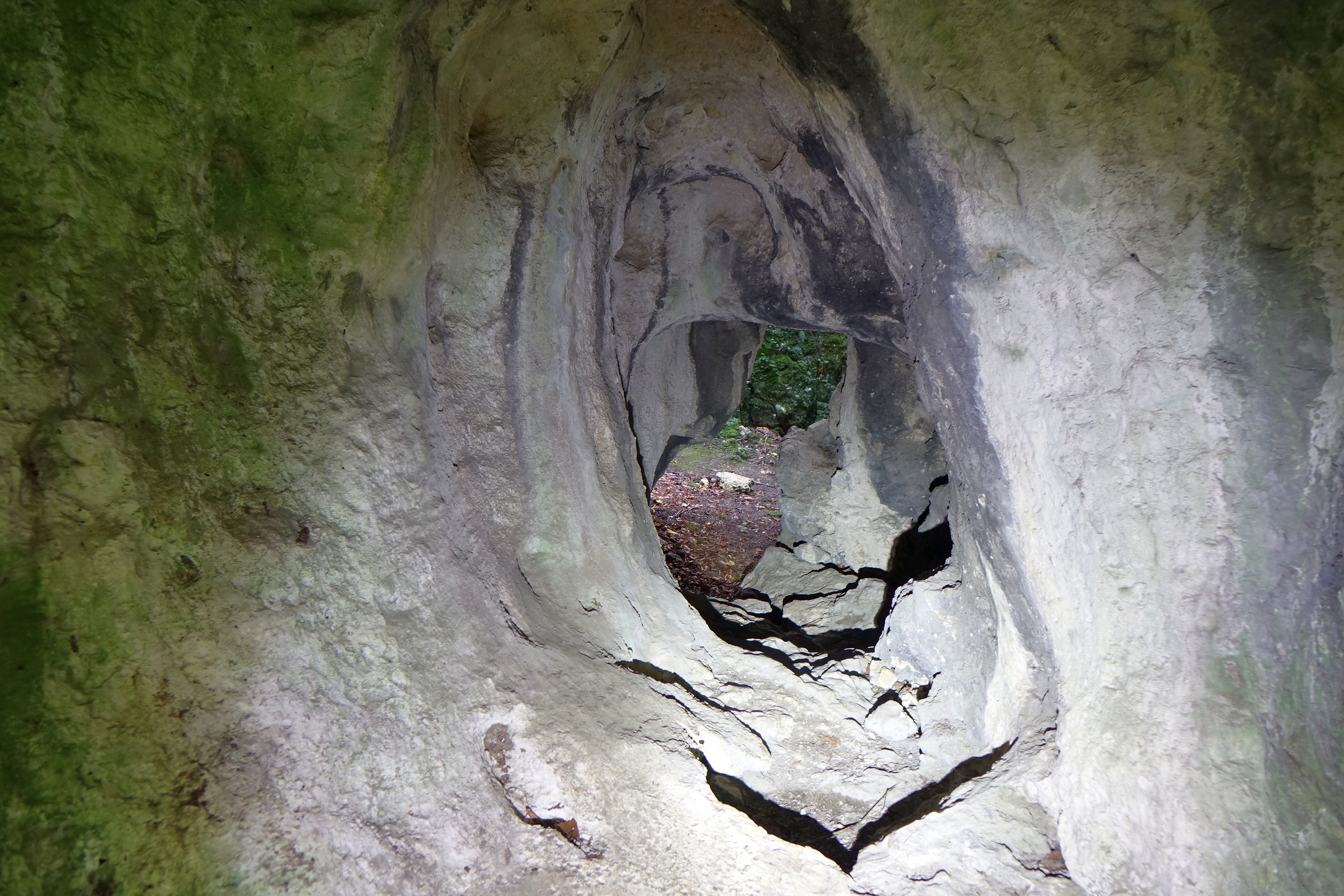
Korytarz za otworem północno-wschodnim
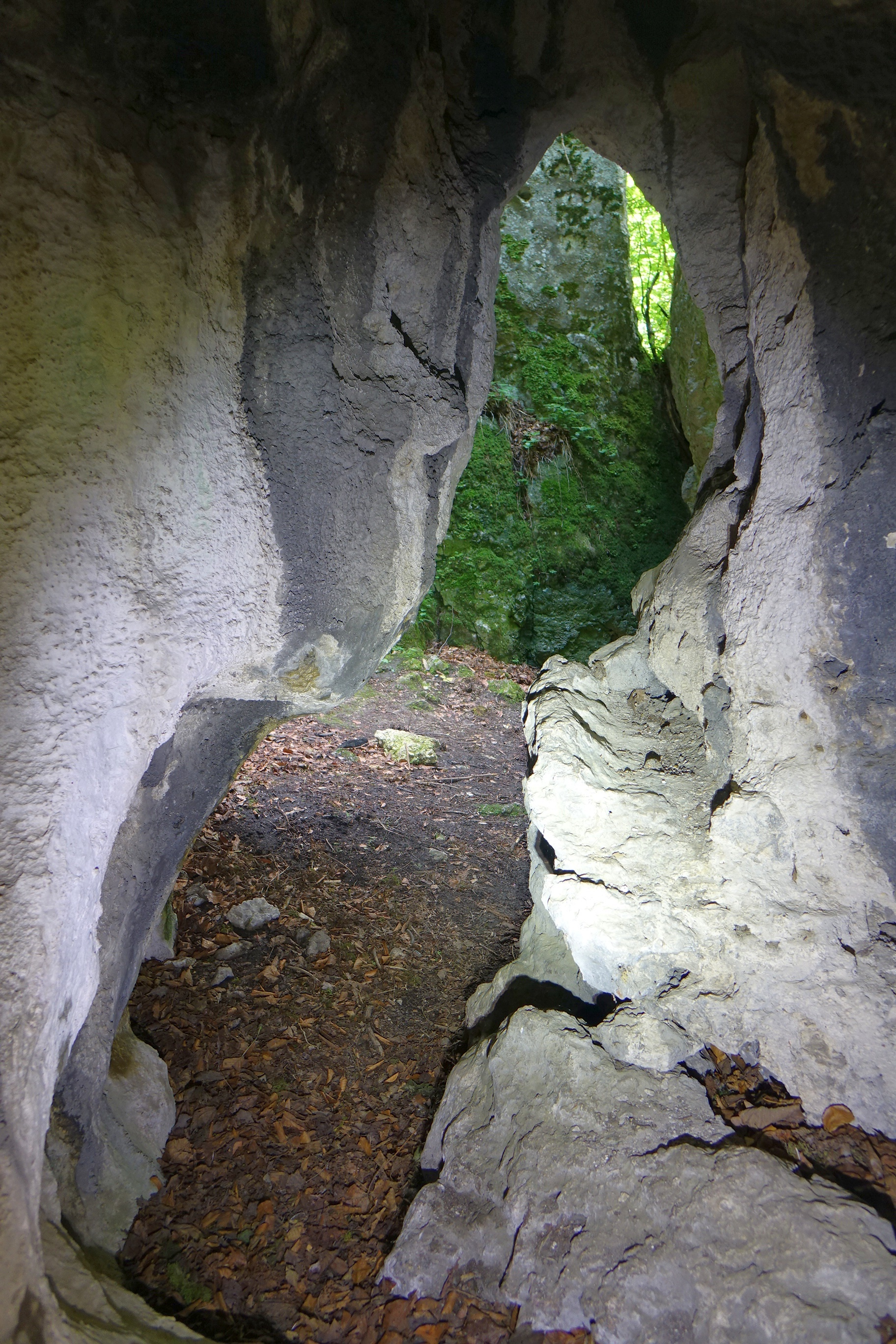
Korytarz za otworem północno-wschodnim
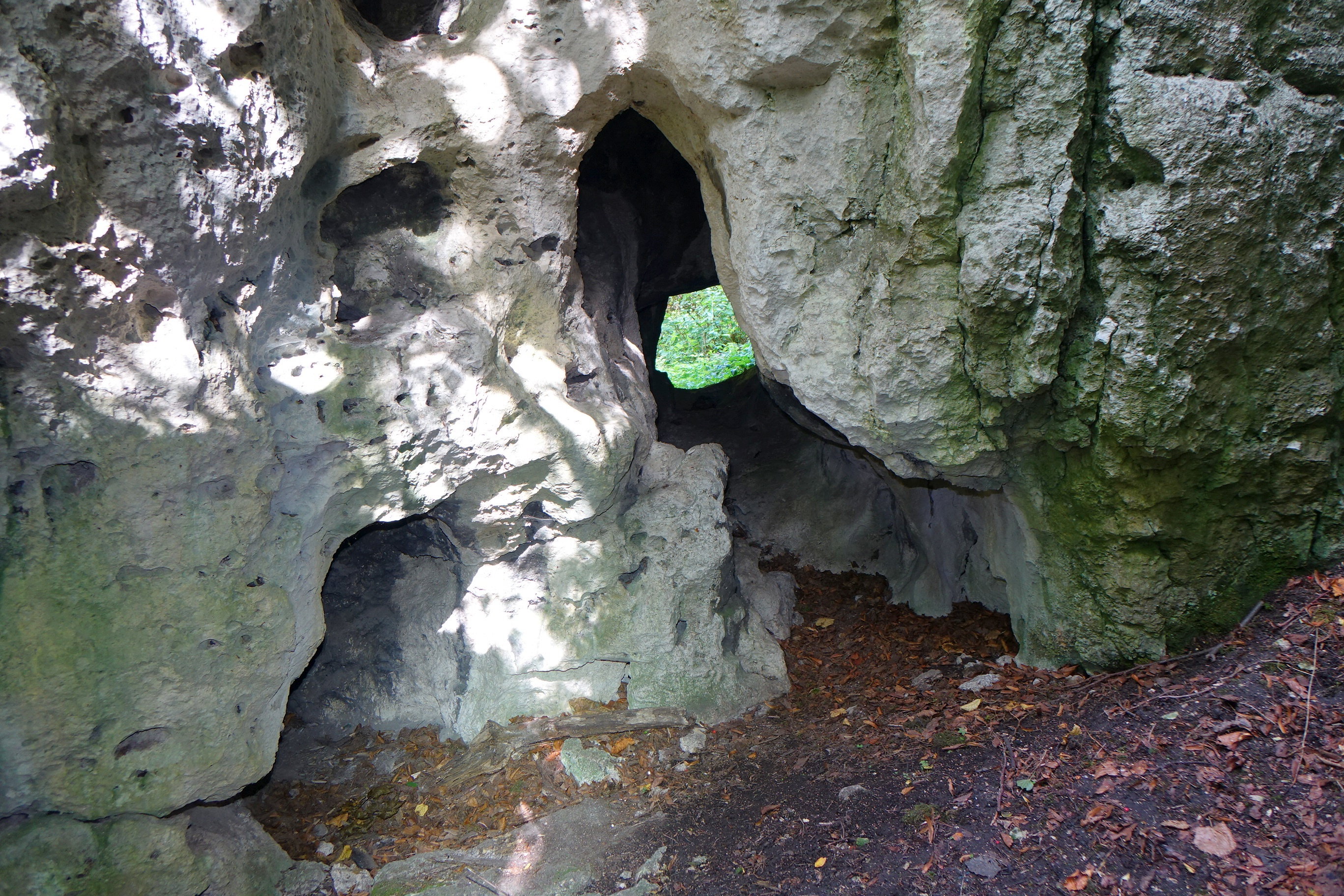
Otwory od Sali bez Stropu do dwóch korytarzy
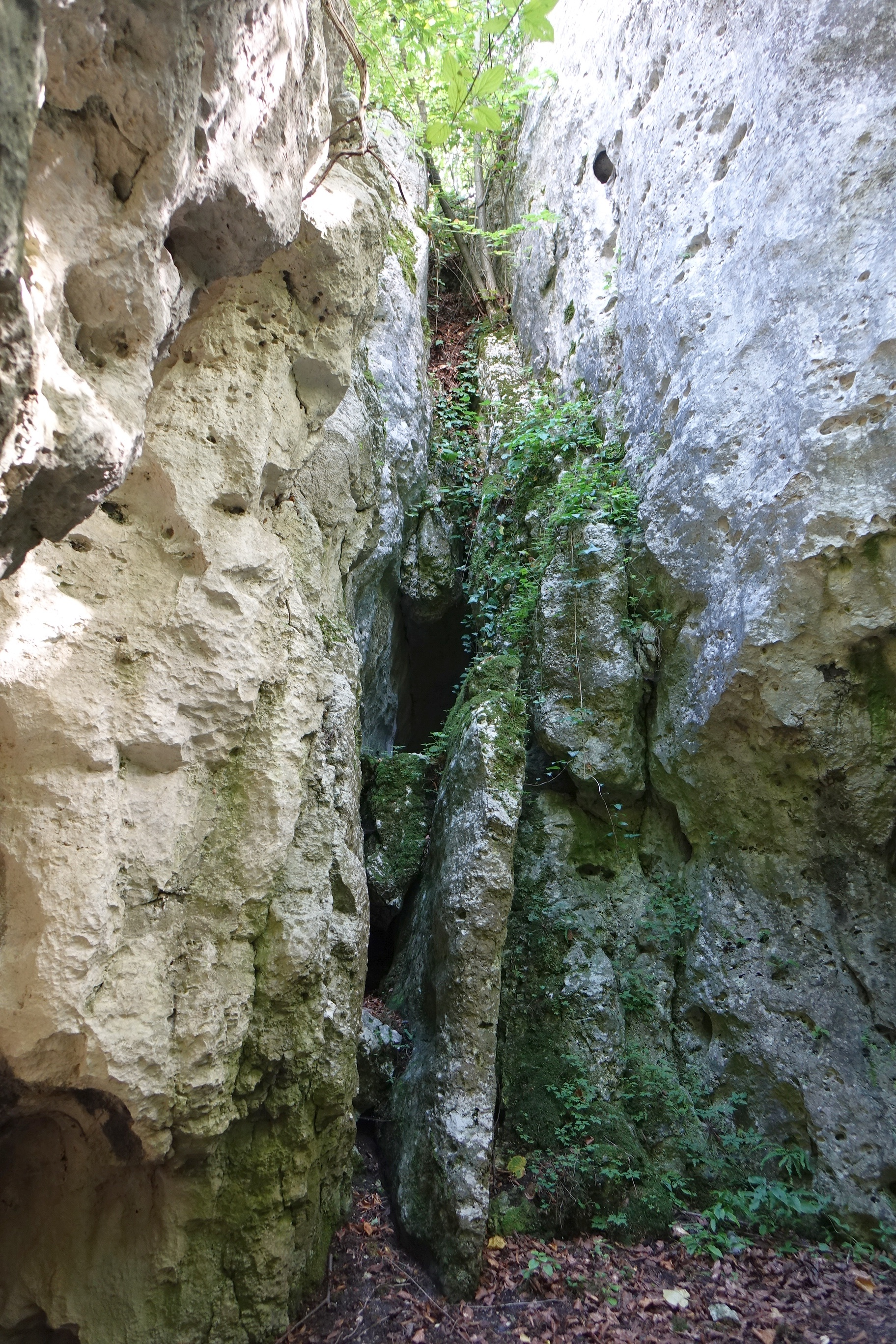
Szczelina wschodnia
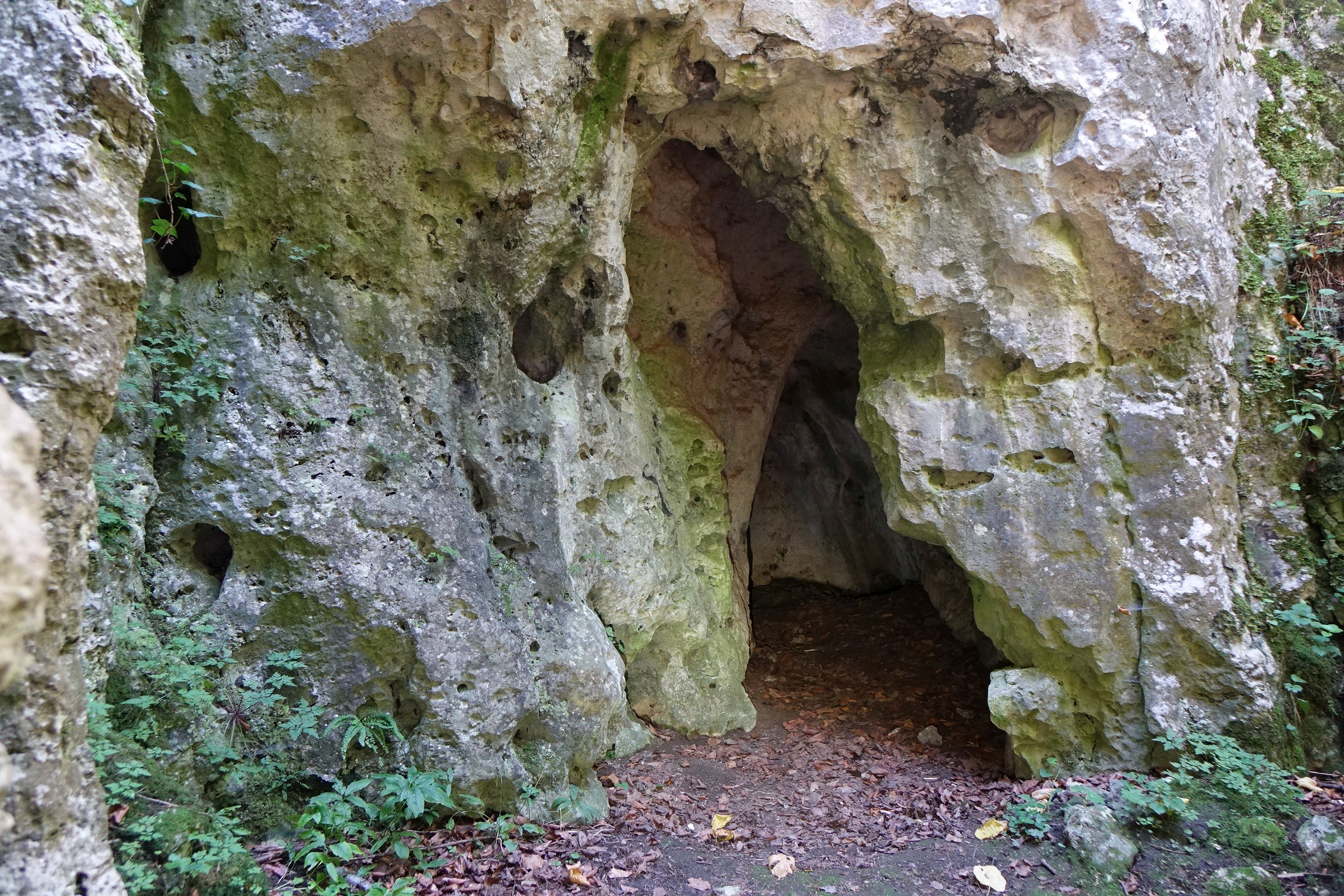
Otwór do korytarza południowego
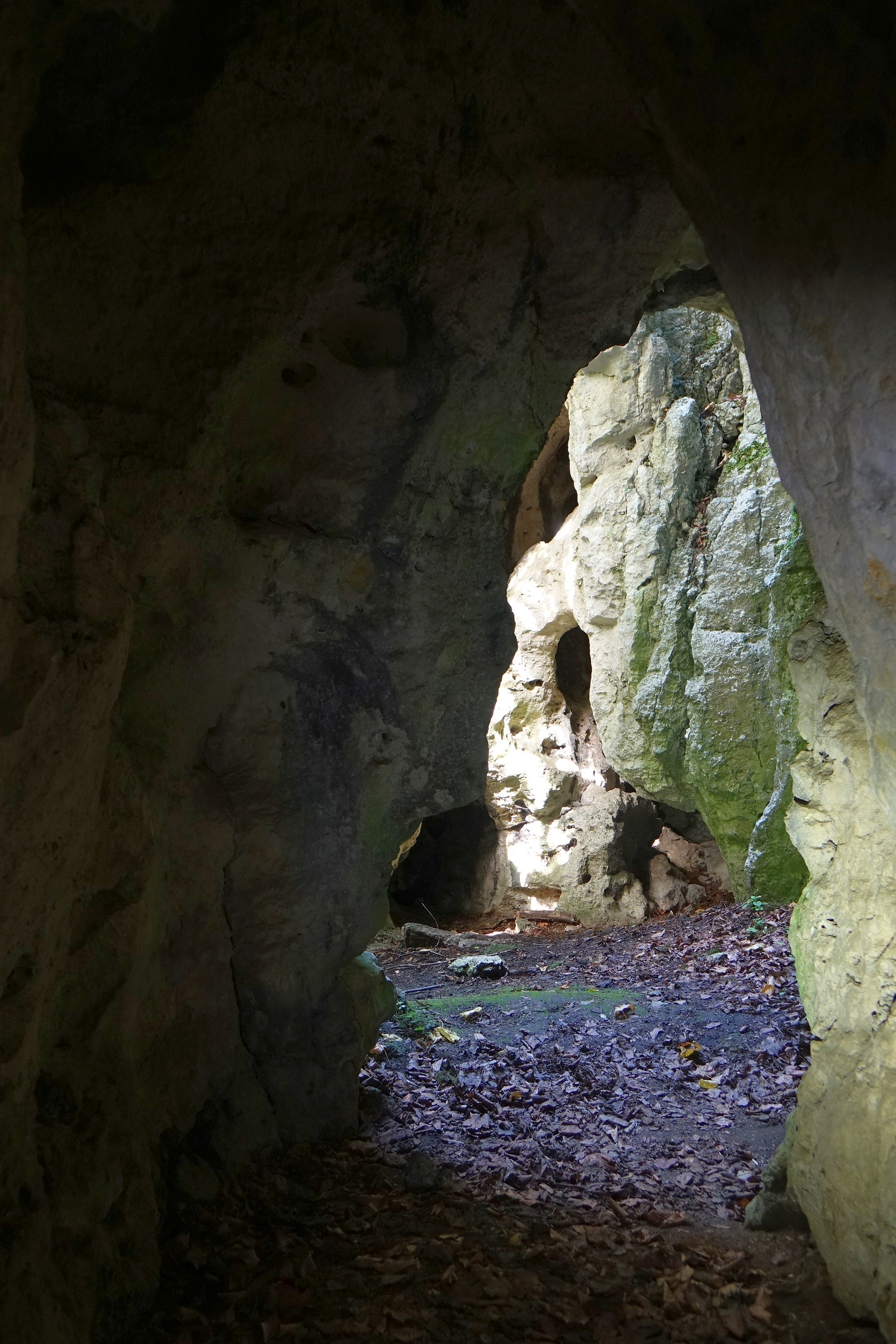
Widok z południowego korytarza do Sali bez Stropu

W tej samej skale Mechata jest jeszcze druga, dużo mniejsza jaskinia – Schronisko przy Jaskini Narożnej.